# Крайние точки Украины
Ниже приведён список крайних точек Украины (данные без учёта аннексии Крыма Российской Федерацией и конфликта на востоке Украины).

## Крайние точки

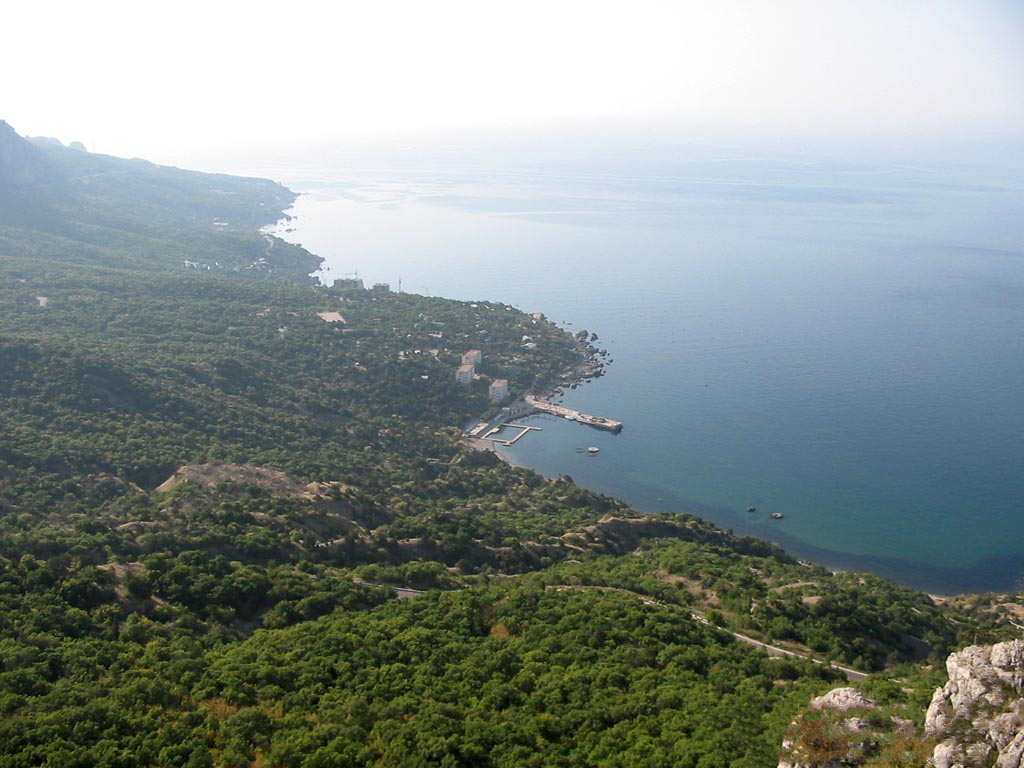
Мыс Сарыч — самая южная точка Украины.

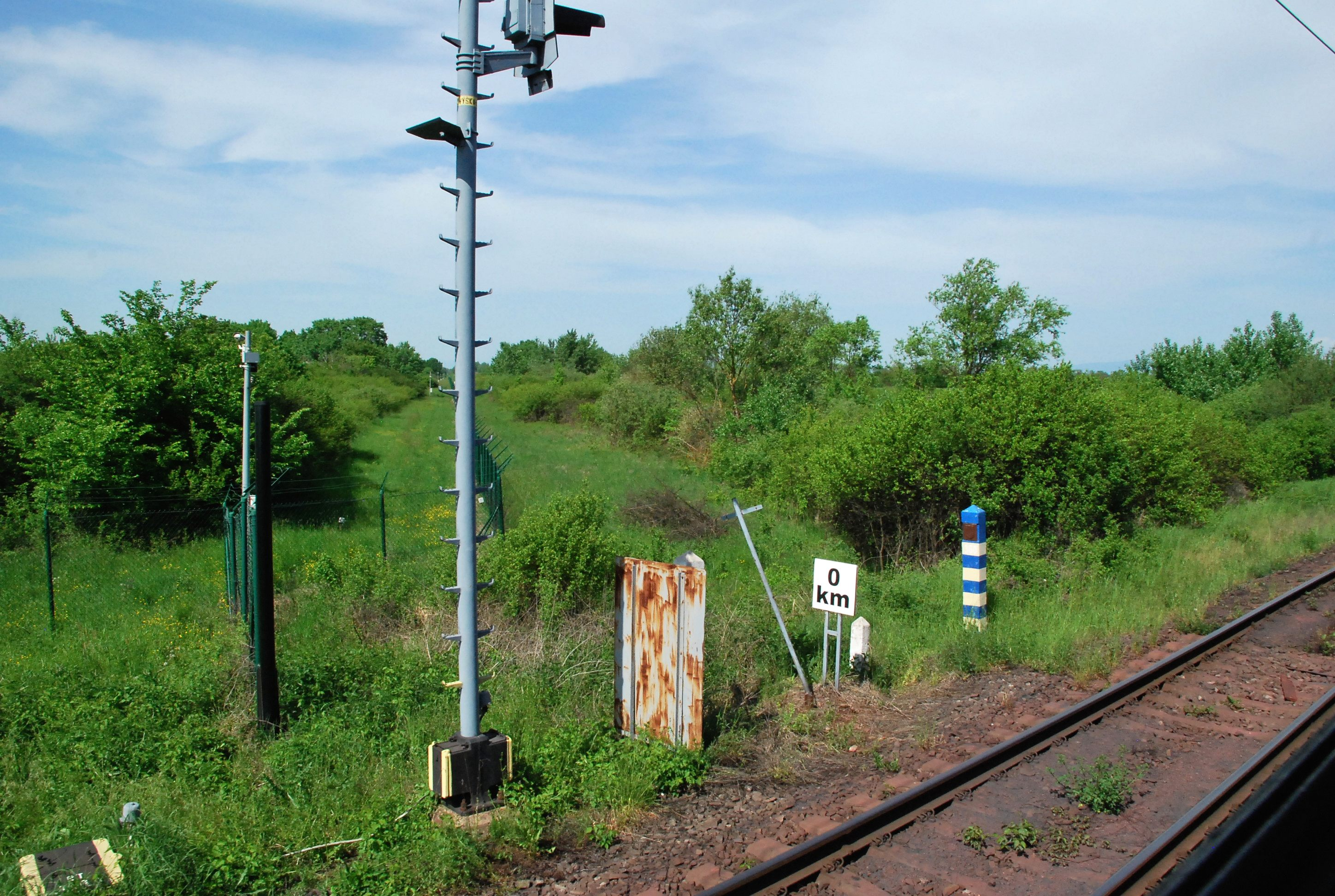
Пограничный столб № 360, Соломоново (28 метров восточнее самого западного столба № 365)

- Западная точка — у села Соломоново (Закарпатская область)

48°25′09″ с. ш. 22°08′14″ в. д.
- Восточная точка — у села Ранняя Зоря (Луганская область).

49°15′38″ с. ш. 40°13′41″ в. д.
- Северная точка — у села Гремяч (Черниговская область)[1].

52°22′45″ с. ш. 33°11′21″ в. д.
- Южная точка — берег Чёрного моря на мысе Сарыч (территория, подчинённая Севастопольскому городскому совету)[2].

44°23′14″ с. ш. 33°44′17″ в. д.
Мыс Сарыч считается крайней южной точкой Крыма и Украины в силу традиции, расположенный 3 км восточнее другой крымский мыс Николая 44°23′11″ с. ш. 33°46′38″ в. д. южнее мыса Сарыч.

## Крайние высоты
- Высшая точка — гора Говерла, Восточные Карпаты (2060,8 м).

48°09′37″ с. ш. 24°30′00″ в. д.
- Низшая точка — Куяльницкий лиман (−4,8 м).

46°34′29″ с. ш. 30°44′27″ в. д.